# Schlacht von Mława
Danzig – Westerplatte – Tucheler Heide – Krojanten – Mlawa – Radom – Wizna – Bzura – Brześć – Lemberg – Rawa Ruska – Lublin – Kampinos-Heide – Warschau – Szack – Modlin – Halbinsel Hel – Kock
Die Schlacht bei Mława, auch bekannt als Verteidigung der Mława-Stellung war eine der ersten Schlachten während des Überfalls auf Polen und somit auch des Zweiten Weltkrieges im Allgemeinen. Die Schlacht fand zwischen dem 1. und 3. September 1939 nördlich der nordpolnischen Stadt Mława statt. Die Kontrahenten waren die 3. Armee der deutschen Wehrmacht unter dem Befehl von General der Artillerie Georg von Küchler und die polnische Modlin-Armee unter General Emil Krukowicz-Przedrzymirski.

## Vorgeschichte
Nach dem Vertrag von Versailles lag die Grenze des Deutschen Reiches zum neugeschaffenen polnischen Staat rund 120 km nördlich der polnischen Hauptstadt Warschau. Wegen der gefährdeten Lage wurde bei der polnischen Mobilmachung im März 1939 die Modlin-Armee unter Brigadegeneral Emil Krukowicz-Przedrzymirski als Hauptverteidigung im polnischen Norden entlang der Grenze zu Ostpreußen formiert, um so Vorstöße von dort auf Warschau verhindern zu können. Ihren Namen erhielt die Armee von ihrem Hauptquartier, das sich in der Festung Modlin in der Nähe von Warschau befand. Aufgrund der zunehmenden Kriegsgefahr im Jahr 1939 wurde entschieden, die Stellungen im Zentrum der Modlin-Armee nördlich von Mława mit einer Reihe Feldbefestigungen und Bunkern auszubauen. Diese Verteidigungslinie erhielt den Namen Mława-Stellung.

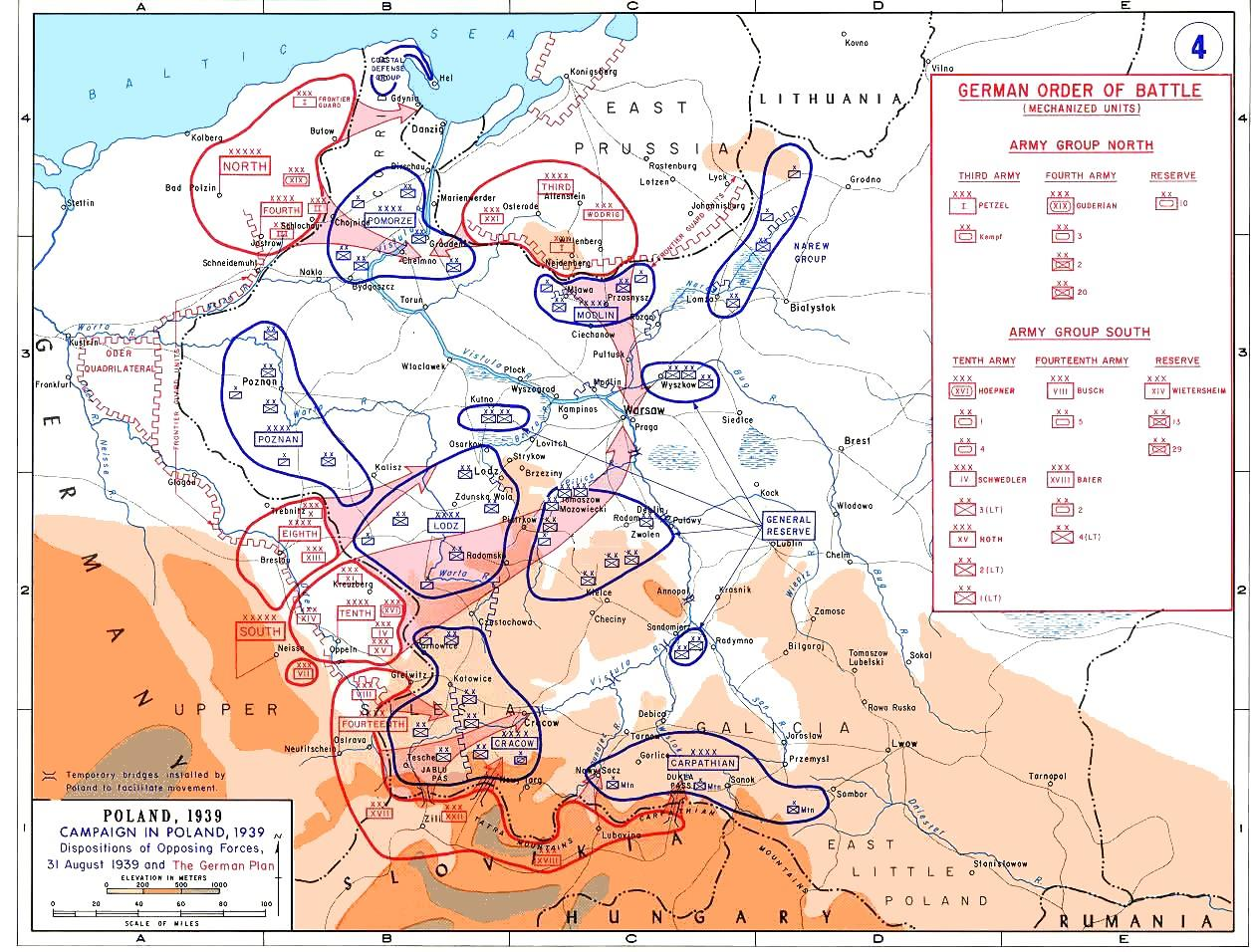
Dispositionen der Armeen am 31. August 1939 und deutscher Angriffsplan

Die vorgesehene Hauptverteidigungslinie der Armee sollten die Flüsse Weichsel und Narew bilden. In diesem Gebiet waren einige Befestigungsanlagen aus dem 19. Jahrhundert vorhanden, die Ebene nördlich davon war jedoch weitgehend schutzlos. Um eine Verzögerung des deutschen Angriffs zu gewährleisten, entschied der Generalstab der polnischen Armee, die Modlin-Armee an der Grenze zu Ostpreußen zu positionieren, die möglichst lange gehalten werden sollte. Danach sollte sich die Armee unter hinhaltenden Kämpfen hinter die Flusslinie zurückziehen, die zusammen mit der „Unabhängigen Operationsgruppe Narew“ gehalten werden sollte.
Nach Beginn der geheimen polnischen Mobilmachung im März 1939 wurde die 20. polnische Infanteriedivision der Modlin-Armee unterstellt und in den Raum Mława verlegt. Zusätzlich erhielt die Armee neben einigen Zugladungen von Beton und anderen Baumaterialien einige Pionier-Bataillone zum Ausbau der Mława-Stellung. Am 19. Juni 1939 waren die Planungen fertig und am 3. Juli wurde von dem polnischen Oberbefehlshaber Marschall Edward Rydz-Śmigły der Beginn des Ausbaus angeordnet.
Die Linie von Schützengräben und Betonbunkern, umgeben von Panzergräben und anderen Hindernissen, sollte entlang eines niedrigen Moränenrückens errichtet werden, von wo man den Überblick über das Tal des Mławka-Flusses nördlich der Stadt hatte. Der Fluss selbst konnte durch einen Damm blockiert werden, was den Defensivwert der Stellung erhöhte. Im Zentrum lag das sumpfige Niemyje-Marschgebiet, das für gepanzerte Fahrzeuge unpassierbar war. Die Flanken zu beiden Seiten des Sumpfes sollten befestigt werden. Die westliche Flanke sollte mit 68 Betonbunkern befestigt werden, die wesentlich kürzere Ostflanke mit 25 Bunkern.
Zu Friedenszeiten war die 20. Division in Baranowicze stationiert. Im Kriegsfall mit der Sowjetunion sollte sie an vorderster Front einige deutsche Befestigungen aus dem Ersten Weltkrieg nutzen, die 1915 erbaut worden waren. Viele ihrer Soldaten konnten daher auf Erfahrungen in der Verteidigung befestigter Stellungen zurückgreifen.
Der Festungsbau im westlichen Frontabschnitt nahe der Stadt Mława begann am 14. Juli 1939. Die Arbeit wurde meist von den Soldaten selbst verrichtet, die von dem Kommandeur des 20. Pionier-Bataillons Major Juliusz Levittoux kommandiert wurden. Der Bau der Bunker an der Ostflanke nahe dem Dorf Rzęgnowo begann am 12. August, wobei die Soldaten bald freiwillig von einer Reihe Zivilisten unterstützt wurden, die halfen, Schützengräben auszuheben. Die Stellungen und viele der Bunker wurden jedoch bis zum Ausbruch des Krieges nicht fertiggestellt.

## Schlachtverlauf

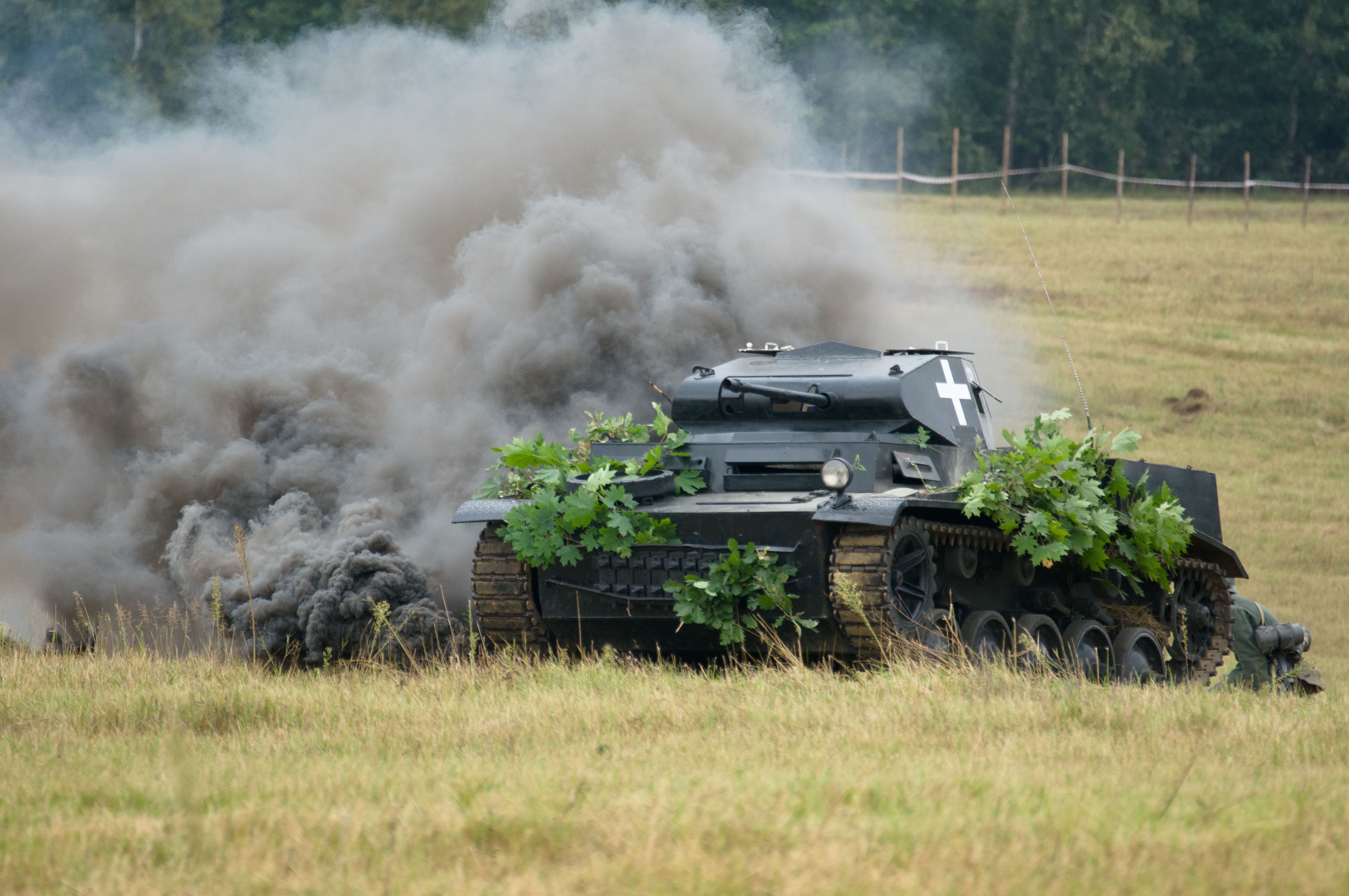
Rekonstruktion der Schlacht im Jahr 2012

Am Mittag des 1. September 1939 wurde die von der 20. Infanteriedivision besetzte polnische Verteidigungsstellung von Truppen des I. Armeekorps unter dem Befehl von Generalleutnant Walter Petzel angegriffen. Trotz der deutschen Luft- und Panzerunterstützung schlug die polnische Armee den ersten deutschen Angriff mit Panzerabwehrkanonen vom Typ Armata ppanc. wz. 36 zurück. Von Küchler befahl seinen Truppen, ihre Angriffe fortzusetzen, welche von den polnischen Truppen allesamt abgewehrt werden konnten. Dies hatte zur Folge, dass sich die Deutschen abends auf ihre Ausgangsstellungen zurückziehen mussten.
Am folgenden Nachmittag begann die deutsche Artillerie mit einem schweren Beschuss der Rzegnów-Position an der rechten polnischen Flanke. Nach zweistündigen Artilleriebeschuss begann der Sturm auf die polnischen Stellungen. Im Nahkampf angegriffen, gerieten die polnischen Kräfte ins Wanken. Nachdem ein Gegenangriff des 79. polnischen Infanterieregiments scheiterte, befahl Krukowicz-Przedrzymirski der 20. Infanteriedivision, sich nach Osten zurückziehen und dort die Verteidigung der rechten Flanke zwischen den Dörfern Dębsk und Nosarzewo vorzubereiten. Zur selben Zeit wurde die 8. polnische Infanteriedivision, die bis dahin nahe Ciechanów in Reserve gehalten wurde, für einen Gegenangriff vorbereitet.

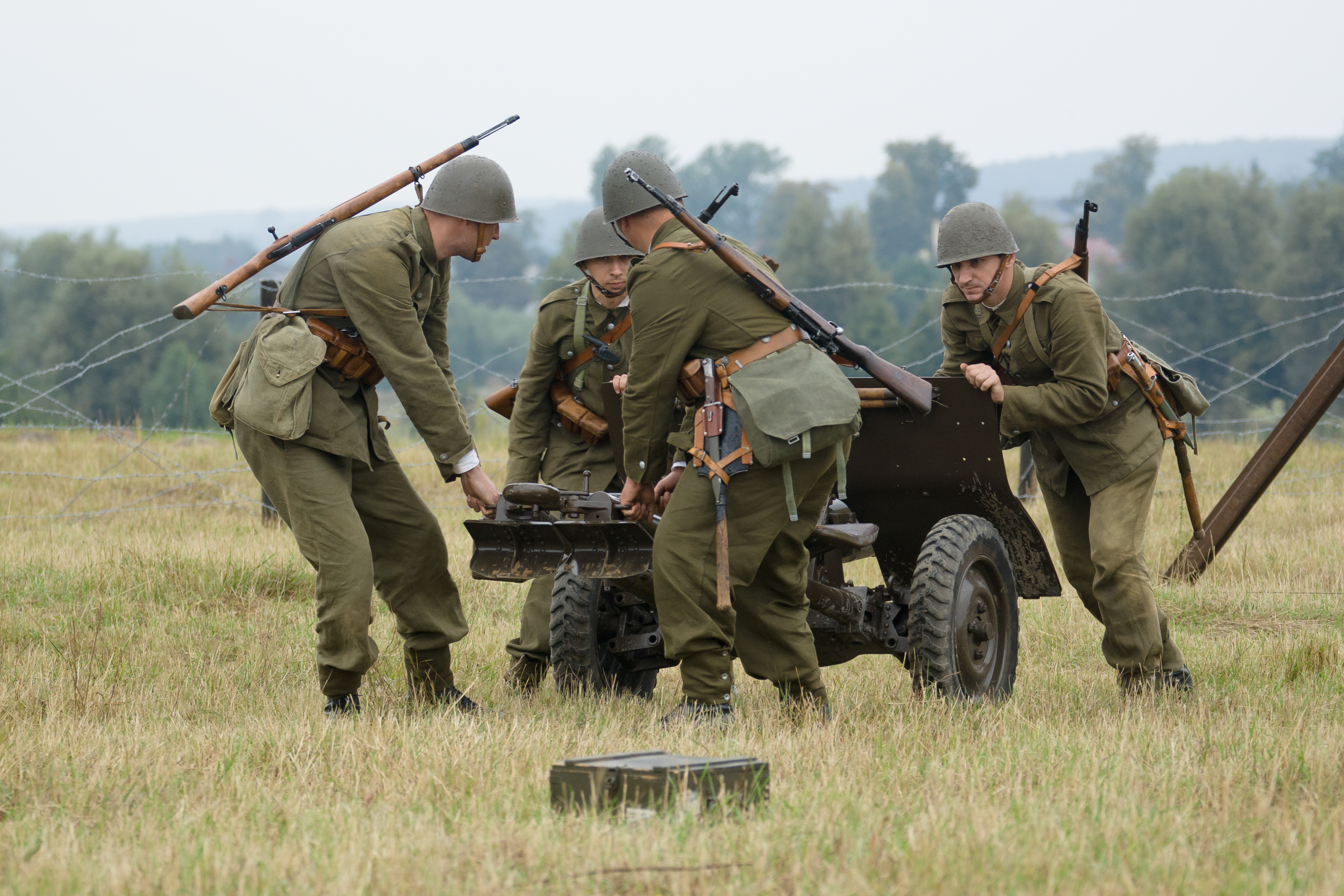
Rekonstruktion der Schlacht im Jahr 2012

Die 8. Division erreichte das Kampfgebiet in den Morgenstunden des 3. September. Da die Kavallerie-Brigade Masowien, die weiter östlich operierte, ebenfalls von deutschen Panzertruppen bedroht war, befahl Krukowicz-Przedrzymirski, die Divisionskräfte in zwei Teile zu teilen und in zwei Richtungen anzugreifen: in Richtung Grudusk östlich von Mława und in Richtung Przasnysz. Jedoch führten Unstimmigkeiten und Aktionen einer deutschen Fünften Kolonne im polnischen Hinterland zu einem Chaos. Am Abend war der Großteil der 8. Infanteriedivision vernichtet und lediglich das Infanterieregiment 21 unter dem Kommando von Oberst Stanisław Sosabowski schaffte es, sich aus den Gefechten in Richtung Modlin zurückzuziehen. Trotzdem scheiterten weitere deutsche Angriffe auf die Flanken der 20. Infanteriedivision.

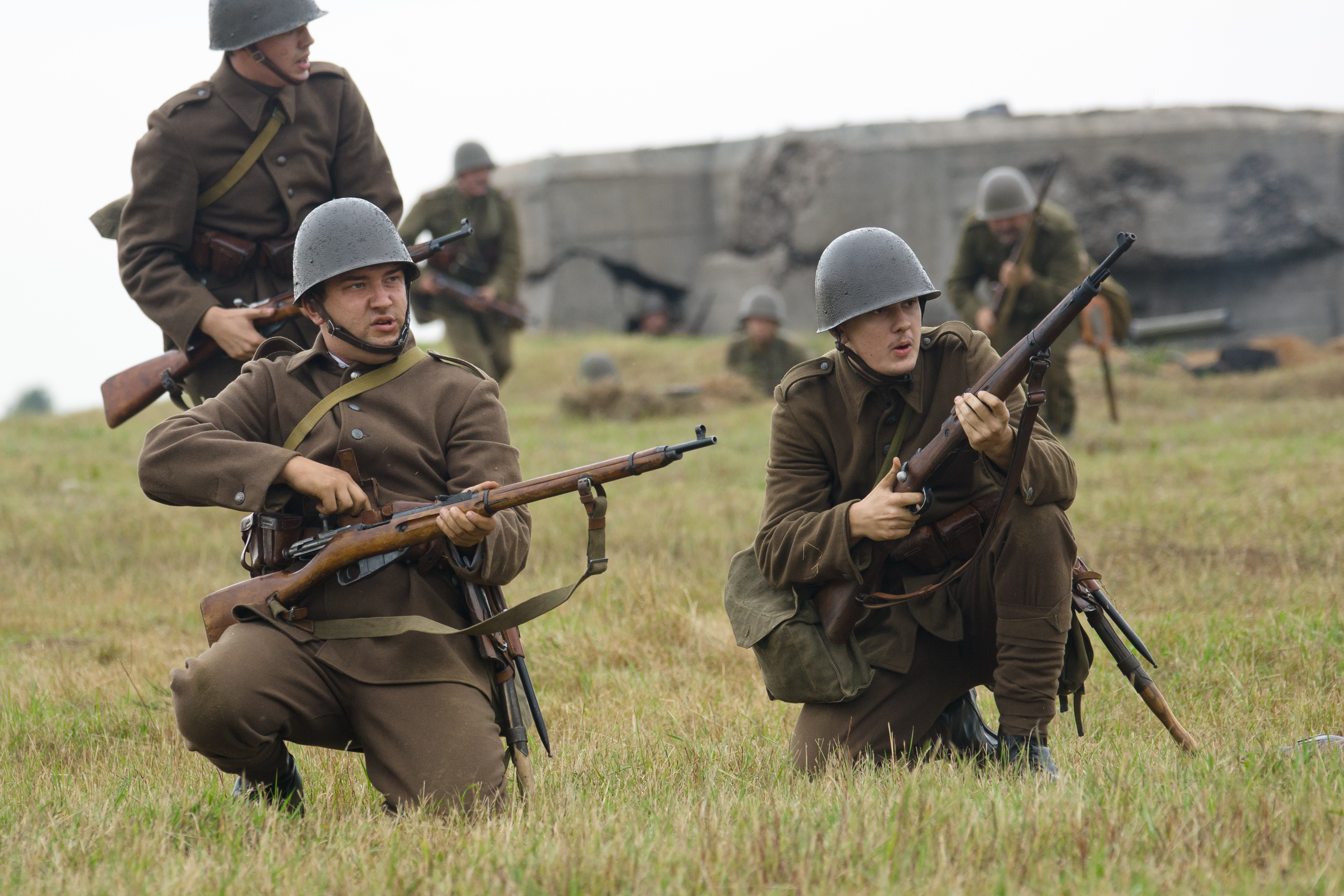
Rekonstruktion der Schlacht im Jahr 2012

Am 3. September konnten deutsche Pioniere endgültig die polnischen Panzerbarrieren durchtrennen, wobei sie einheimische Zivilisten als menschliche Schutzschilde benutzten. Dies erlaubte den deutschen Truppen, viele Bunker an der linken polnischen Flanke einzunehmen, jedoch konnten die Truppen noch immer nicht in Richtung Osten vorstoßen. An der rechten Flanke im Frontabschnitt der Stellung Rzegnów östlich des Sumpfes waren die deutschen Angriffe erfolgbringender. Am späten Abend brach das deutsche Korps Wodrig endgültig durch die Linien des polnischen Infanterieregiments 79 ins Hinterland durch, was die Frontlücke rund um Grudusk vergrößerte.
Krukowicz-Przedrzymirski ordnete, die Gefahr einer möglichen Einkesselung erkennend, den Rückzug der 20. Infanteriedivision und der Reste der 8. Division in Richtung Warschau und Modlin an, womit er die befestigten Stellungen endgültig aufgab.

## Folgen

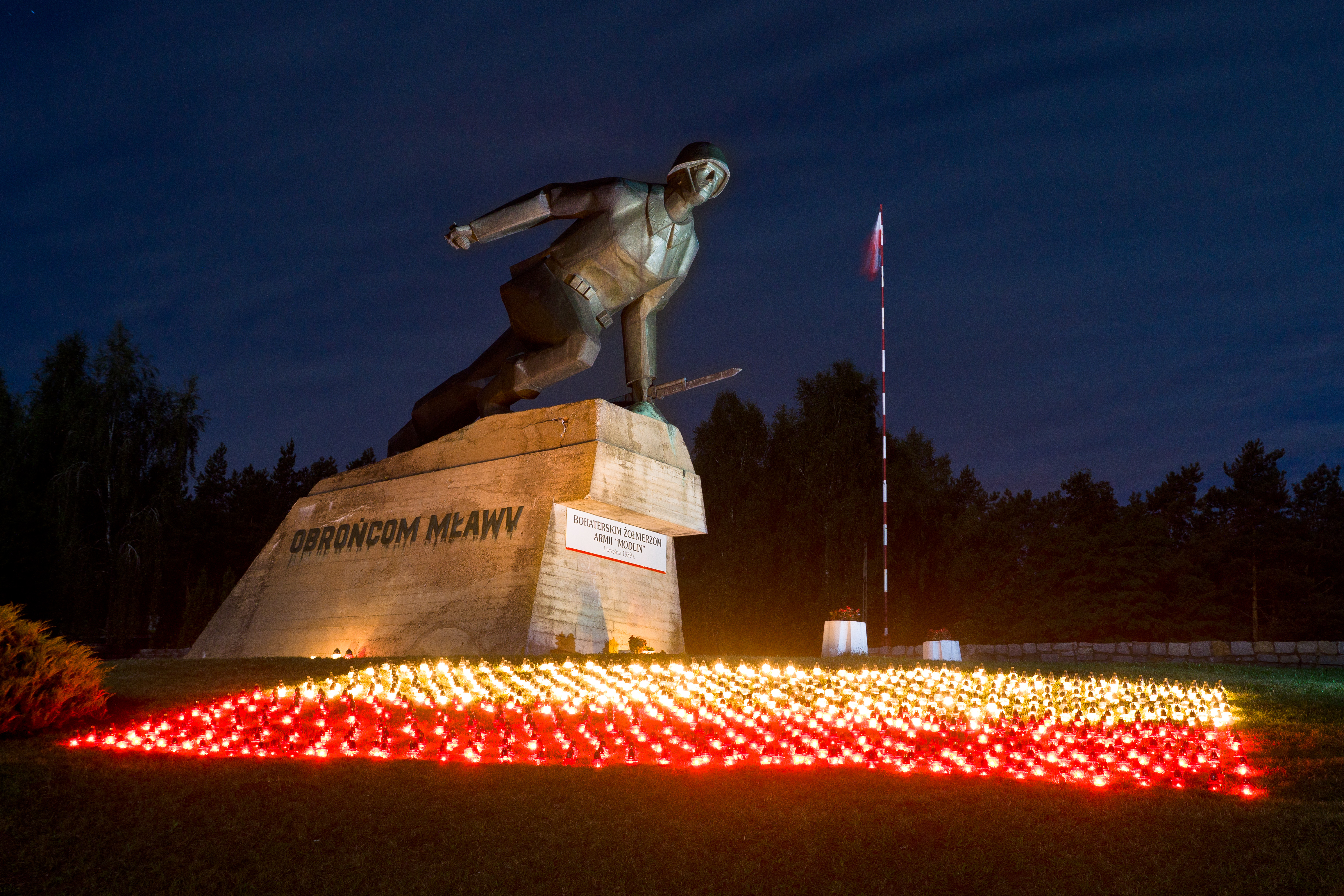
Denkmal

Der Rückzug der Modlin-Armee begann am frühen Morgen des 4. September. Obwohl die Stellung aufgegeben wurde, waren die deutschen Verluste beträchtlich und eine sofortige Verfolgung der geschlagenen polnischen Truppen nicht möglich. Allerdings wurden die polnischen Truppen in dem wenig Schutz bietenden weil dünn bewaldeten Gebiet südlich von Mława fortgesetzt von der Luftwaffe bombardiert und im Tiefflug unter Beschuss genommen, wobei sie sowohl hohe Verluste an Soldaten als auch an Ausrüstung erlitten.
Am 6. September überquerten die Truppen des I. Armeekorps und des Korps Wodrig bei Pułtusk und Różan ohne Widerstand den Narew und erreichten am 13. September den Raum Modlin-Warschau. Damit war der polnische Plan einer Verteidigung an den großen Flussläufen zusammengebrochen und Warschau auch von Osten her eingeschlossen.

## Beteiligte Verbände

### Polen
| Polnische Armee                   | Armee                                 | Division                               | Einheit                                                 | Operationsort         |
| --------------------------------- | ------------------------------------- | -------------------------------------- | ------------------------------------------------------- | --------------------- |
| Edward Rydz-Śmigły HQ in Warschau | Modlin-Armee Krukowicz-Przedrzymirski | 20. Infanterie-Division Liszka-Lawicz  | 78. Słucker Infanterie-Regiment Dudziński               | nordöstlich von Mława |
| Edward Rydz-Śmigły HQ in Warschau | Modlin-Armee Krukowicz-Przedrzymirski | 20. Infanterie-Division Liszka-Lawicz  | 79. Lew Sapieha Regiment von Słonim-Schützen Zaborowski | Rzegnowo-Stellung     |
| Edward Rydz-Śmigły HQ in Warschau | Modlin-Armee Krukowicz-Przedrzymirski | 20. Infanterie-Division Liszka-Lawicz  | 80. Nowogródeker Schützen-Infanterie-Regiment Fedorczyk | nördlich von Mława    |
| Edward Rydz-Śmigły HQ in Warschau | Modlin-Armee Krukowicz-Przedrzymirski | 8. Infanterie-Division Wyrwa-Furgalski | 13. Infanterie-Regiment                                 | in Reserve            |
| Edward Rydz-Śmigły HQ in Warschau | Modlin-Armee Krukowicz-Przedrzymirski | 8. Infanterie-Division Wyrwa-Furgalski | 21. Warschauer Infanterie-Regiment Sosabowski           | in Reserve            |
| Edward Rydz-Śmigły HQ in Warschau | Modlin-Armee Krukowicz-Przedrzymirski | 8. Infanterie-Division Wyrwa-Furgalski | 32. Infanterie-Regiment                                 | in Reserve            |

### Deutschland
| Armee                      | Korps                    | Division                                | Einheit                                     | Operationsort |
| -------------------------- | ------------------------ | --------------------------------------- | ------------------------------------------- | ------------- |
| 3. Armee Georg von Küchler | I. Armeekorps Petzel     | Panzer-Division Kempf Kempf             | Panzer-Regiment 7                           |               |
| 3. Armee Georg von Küchler | I. Armeekorps Petzel     | Panzer-Division Kempf Kempf             | SS-Infanterie-Regiment (mot.) „Deutschland“ |               |
| 3. Armee Georg von Küchler | I. Armeekorps Petzel     | 11. Infanterie-Division Bock            | Infanterie-Regiment 2                       |               |
| 3. Armee Georg von Küchler | I. Armeekorps Petzel     | 11. Infanterie-Division Bock            | Infanterie-Regiment 23                      |               |
| 3. Armee Georg von Küchler | I. Armeekorps Petzel     | 11. Infanterie-Division Bock            | Infanterie-Regiment 44                      |               |
| 3. Armee Georg von Küchler | I. Armeekorps Petzel     | 61. Infanterie-Division Hänicke         | Infanterie-Regiment 151                     |               |
| 3. Armee Georg von Küchler | I. Armeekorps Petzel     | 61. Infanterie-Division Hänicke         | Infanterie-Regiment 162                     |               |
| 3. Armee Georg von Küchler | I. Armeekorps Petzel     | 61. Infanterie-Division Hänicke         | Infanterie-Regiment 176                     |               |
| 3. Armee Georg von Küchler | Armeekorps Wodrig Wodrig | 1. Infanterie-Division von Kortzfleisch | Infanterie-Regiment 1                       |               |
| 3. Armee Georg von Küchler | Armeekorps Wodrig Wodrig | 1. Infanterie-Division von Kortzfleisch | Infanterie-Regiment 22                      |               |
| 3. Armee Georg von Küchler | Armeekorps Wodrig Wodrig | 1. Infanterie-Division von Kortzfleisch | Infanterie-Regiment 43                      |               |
| 3. Armee Georg von Küchler | Armeekorps Wodrig Wodrig | 12. Infanterie-Division von der Leyen   | Infanterie-Regiment 27                      |               |
| 3. Armee Georg von Küchler | Armeekorps Wodrig Wodrig | 12. Infanterie-Division von der Leyen   | Infanterie-Regiment 48                      |               |
| 3. Armee Georg von Küchler | Armeekorps Wodrig Wodrig | 12. Infanterie-Division von der Leyen   | Infanterie-Regiment 89                      |               |
| 3. Armee Georg von Küchler | Armeereserve Wodrig      | 217. Infanterie-Division Baltzer        | Infanterie-Regiment 311                     |               |
| 3. Armee Georg von Küchler | Armeereserve Wodrig      | 217. Infanterie-Division Baltzer        | Infanterie-Regiment 346                     |               |
| 3. Armee Georg von Küchler | Armeereserve Wodrig      | 217. Infanterie-Division Baltzer        | Infanterie-Regiment 389                     |               |